# Ma Gui
Ma Gui 马贵(cinese) (Laishui, 1853 – 1940) è stato un insegnante cinese.
Ma Gui (马贵), zi Shiqing (世卿), è stato un allievo di Dong Haichuan e di Yin Fu. Fondatore della Scuola Ma Gui di Baguazhang.

## Biografia
Originario di Laishui (涞水), nella provincia di Hebei, è cresciuto a Pechino. Fin da piccolo seguì Dong Haichuan, che vista la sua giovane età lo fece prendere come allievo da Yin Fu, anche se egli venne istruito direttamente da Dong.
Ma Gui era famoso per la sua forza erculea e per il suo gusto smodato per l'alcool, che spesso lo rendeva violento. Si allenava con un peso di 70 kg in ogni mano.
Lavorò prima come guardia e poi come istruttore militare. Ebbe alcuni soprannomi: Muma (木马, Cavallo di Legno), perché impiegato in una ditta di vendita di legnami; Erma (二马, Secondo Ma), perché era il secondo allievo di Dong Haichuan a chiamarsi Ma di cognome; Pangxie Ma (螃蟹马, il granchio Ma).
Ma Gui ebbe come allievi Liu Wanchuan (刘万川) e  Li Shao'an (李少庵), ma solo il primo avrebbe ereditato la sua scuola, mentre il secondo è da considerarsi un seguace della scuola di Yin Fu .
Nel 1911, primo anno della Repubblica Cinese, è istruttore militare delle Guardie del Palazzo Presidenziale.
Nel 1919 è insegnante di Wushu della Scuola della Polizia Militare. Nel 1928 viene invitato a fare il consulente al Hebei Guoshu Guan (河北国术馆, Palestra dell'Arte Nazionale della Provincia di Hebei). Nel 1937, Wu Tunan (吴图南) tesse le sue lodi nel suo libro Guoshu Gailun (国术概论).